# Chilopeltis insculpta
Chilopeltis insculpta là một loài bọ cánh cứng trong họ Salpingidae. Loài này được Seidlitz miêu tả khoa học năm 1916.